# Abdoulaye Maïga (militar)
Tenente Coronel Abdoulaye Maïga (12 de maio de 1981) é um militar e político do Mali, nomeado primeiro-ministro interino de seu país em 21 de agosto de 2022.
Maïga é tenente-coronel da Gendarmerie Nacional do Mali, que é uma força militar com funções de aplicação da lei entre a população civil e faz parte das forças armadas malianas. Maïga estudou diplomacia e direito internacional em Argel. Ele estudou políticas de defesa e segurança internacional em Paris e tem doutorado em Segurança e Defesa Internacional pela Universidade Jean Moulin Lyon 3 da Faculdade de Doutorado em Direito 'ED 492', no que é hoje a Universidade Paris-Saclay em Évry. Maïga iniciou o doutorado em direito empresarial. Ele escreveu uma tese sobre "a credibilidade da CEDEAO" para garantir a paz e a segurança.
Maïga trabalhou na Direcção de Alerta Prévio sobre a Prevenção do Terrorismo na Comunidade Económica dos Estados da África Ocidental (CEDEAO). Ele trabalhou como policial para a MONUSCO (parte da missão das Nações Unidas na República Democrática do Congo).
Maïga não fazia parte do grupo de oficiais liderados pelo Coronel Assimi Goïta que assumiu o poder no golpe de Estado de agosto de 2020 no Mali. Mas ele é considerado próximo do Coronel Goïta, e tornou-se "tornou-se a voz da política de ruptura com a França e seus aliados" após o golpe de Estado de maio de 2021 no Mali. Em junho de 2021 foi nomeado Ministro da Administração Territorial e Descentralização, e em 1 de dezembro de 2021 também foi nomeado porta-voz do governo.